# Trebotin
Trebotin (en serbe cyrillique : Треботин) est un village de Serbie situé sur le territoire de la Ville de Kruševac, district de Rasina. Au recensement de 2011, il comptait 587 habitants.

## Démographie

### Évolution historique de la population
| 1948 | 1953 | 1961 | 1971 | 1981 | 1991 | 2002 | 2011 |
| ---- | ---- | ---- | ---- | ---- | ---- | ---- | ---- |
| 689  | 718  | 681  | 679  | 735  | 717  | 681  | 587  |

|  |